# Équipe de Grande-Bretagne féminine de kayak-polo
L'équipe de Grande-Bretagne féminine de kayak-polo est l'équipe féminine qui représente la Grande-Bretagne dans les compétitions majeures de kayak-polo.
Elle est constituée par une sélection des meilleures joueuses anglaises.
Actuellement championne du monde, elle compte à son palmarès trois titres de champion du monde (en 1996, 2002 et 2008), trois titres de vice-champion du monde (en 1994, 1998 et 2000), trois titres de champion d'Europe (1997, 2001, et 2005) et deux titres de vice-champion d'Europe (1995 et 1999).

## Joueuses actuelles
Sélection pour les Championnats d'Europe de kayak-polo 2007
| Numéro | Nom              | Club | Date de naissance |
| ------ | ---------------- | ---- | ----------------- |
| 3      | Prudence Blyth   |      |                   |
| 35     | Ellie Bridgstock |      |                   |
| 6      | Ginny Coyles     |      |                   |
| 23     | Philippa Grayson |      |                   |
| 31     | Kathryn Grieves  |      |                   |
| 1      | Sarah Kirwan     |      |                   |
| 30     | Lianne Studley   |      |                   |
| 37     | Anthony Zoe      |      |                   |

## Palmarès
Parcours aux championnats d'Europe
- 1995 : 2e
- 1997 : 1re
- 1999 : 2e
- 2001 : 1re
- 2003 : 3e
- 2005 : 1re
- 2007 : 3e
- 2009 : 1re
- 2011 : 1re

Parcours aux championnats du Monde
- 1994 : 2e
- 1996 : 1re
- 1998 : 2e
- 2000 : 2e
- 2002 : 1re
- 2004 : non présente
- 2006 : 5e
- 2008 : 1re
- 2010 : 1re